# Йонайтис, Зенонас Юргевич
Зенонас Юргевич Йонайтис — советский литовский хозяйственный деятель, Герой Социалистического Труда.

## Биография
Родился в 1928 году в Берженяе.
В 1954—1971 — бетонщик, бригадир бетонщиков Акменского строительного треста.
В 1971—1991 — бригадир бетонщиков строительного управления № 2 Мажейкского строительного треста Министерства строительства Литовской ССР.
Указом Президиума Верховного Совета СССР от 12 июля 1984 года присвоено звание Героя Социалистического Труда с вручением ордена Ленина и золотой медали «Серп и Молот».
Жил в Литве.

## Награды и звания
- Герой Социалистического Труда (12.07.1984)
- Орден Ленина (1980, 12.07.1984)
- Орден Трудового Красного Знамени (1976)
- Орден Знак Почёта (1971)